# Đồng Trạch
Đồng Trạch là một xã cũ thuộc huyện Bố Trạch, tỉnh Quảng Bình, Việt Nam.

## Lịch sử
Ngày 16 tháng 6 năm 2025, Ủy ban Thường vụ Quốc hội ban hành Nghị quyết số 1680/NQ-UBTVQH15 về việc sắp xếp các đơn vị hành chính cấp xã của tỉnh Quảng Trị năm 2025. Theo đó, sắp xếp toàn bộ diện tích tự nhiên, quy mô dân số của xã Hải Phú (huyện Bố Trạch), xã Sơn Lộc, xã Đức Trạch, xã Đồng Trạch thành xã mới có tên gọi là xã Đông Trạch.

## Địa lý
Xã Đồng Trạch có vị trí địa lý:
- Phía đông và đông bắc giáp xã Đức Trạch
- Phía tây và tây nam giáp thị trấn Hoàn Lão
- Phía bắc và tây bắc giáp xã Hải Phú
- Phía đông nam giáp thị trấn Hoàn Lão và xã Trung Trạch.

Xã Đồng Trạch có diện tích 6,46 km², dân số năm 2019 là 5.799 người, mật độ dân số đạt 898 người/km².

## Hành chính
Xã Đồng Trạch được chia thành 7 thôn: 1, 2, 3, 4, 5, 6, Mai Hồng.